# Mercédesz Dinnyés
Emese Mercédesz Dinnyés, född 13 november 1975 i Ungern, är en svensk-ungersk skådespelare. Hon är mest känd för sin roll som Olga Kudinov i TV-serien Tre kronor. 

## Filmografi
- Tre kronor, 1995
- Reine & Mimmi i fjällen!, 1997